# 禮器碑
《禮器碑》，全名為《魯相韓勅造孔廟禮器碑》，或稱《魯相韓勅修孔子廟造立禮器碑》、《韓明府孔子廟碑》、《魯相韓勅復顏氏亓官氏繇發及修禮器碑》，簡稱《韓勅碑》。碑頂半圓孤型，有碑額現無題額，碑體高度173公分，寬度78.5公分，厚度20公分。碑文共十三行，滿行三十六個字，第八行高出一個「皇」字，文末有魯相韓勅等九人的提名；碑陰及碑的左右兩側皆有刻文，記錄當時捐資立碑人的姓名與金額。碑文的字體以隸書書寫，碑立於漢桓帝永壽二年（西元156年），立碑後一直保存在中國山東曲阜孔廟同文門，1978年移入東廡，1998年再移入漢魏碑刻陳列館。《禮器碑》是現存最好的漢碑之一，也是歷代書法家公認漢代隸書字體演變成熟的典型代表作。

## 碑文簡介
《禮器碑》的碑文記載了東漢魯國宰相韓勅，因尊崇並感念孔子為後世奠定了禮制、倫理、仁政等中華文化基礎，不忍孔廟遭前秦破壞而荒蕪，逐與官民合力捐資重修孔廟的事蹟。
韓勅依照舊時的規制，重新塑造了許多祭祀用的禮器，裝修粉飾宅院、殿堂和修造了兩輛新朝車，並疏通了河道，注入了清淨的水源。由於孔勅監造期間，相當殷勤負責，各項重建的設施體現莊重和雅，合乎簡約中和原則，又不違背朝廷的禮制，相當的周全完善，受到各方人士的讚賞。當禮器安放到孔廟廳堂時，天空同時普降甘霖，潤澤大地萬物，百姓見到這樣祥瑞的景象非常歡喜，舉國歡騰同慶，並將這件事蹟刻石立碑，希望可以永遠的顯耀傳頌於後世。碑末、碑陰及碑石兩側刻滿了捐資立碑的官吏及地方人士的姓名和捐款金額。

## 碑文
碑陽刻文

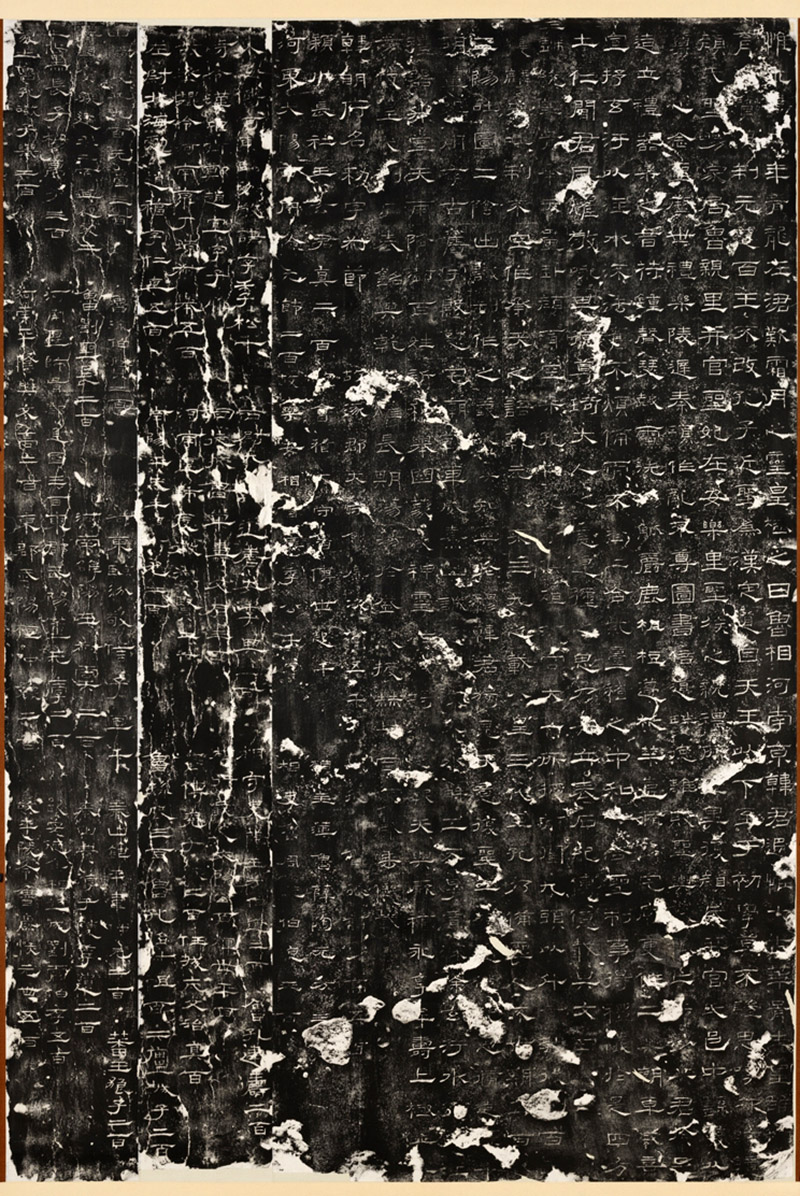
國立故宮博物院 館藏《漢禮器碑墨拓》

惟永壽二年。青龍在涒歎。霜月之靈。皇極之日。魯相河南京韓君。追惟大古。華胥生皇雄。顏母育孔寶。俱制元道。百王不改。孔子近聖。為漢定道。自天王以下。至于初學。莫不驥思嘆卬師鏡。顏氏聖舅。家居魯親里。并官聖妃。在安樂里。聖族之親。禮所宜異。復顏氏并官氏邑中繇發。以尊孔心。念聖歷世。禮樂陵遲。秦項作亂。不尊圖書。倍道畔德。離敗聖輿食粮。亡于沙丘。君於是造立禮器。樂之音符。鍾磬瑟鼓。雷洗觴觚。爵鹿柤梪。籩柉禁壺。脩飾宅廟。更作二輿。朝車威熹。宣抒玄汙。以注水流。法舊不煩。備而不奢。上合紫臺。稽之中和。下合聖制。事得禮儀。於是四方土仁。聞君風燿。敬咏其德。尊琦大人之意。逴𡓭弓爾土之思。乃共立表石。紀傳億載。其文曰。皇戲統華胥。承天畫卦。顏育空桑。孔制元孝。俱祖紫宮。大一所授。前闓九頭。以什言教。後制百王。獲鱗來吐。制不空作。承天之語。乾元以來。三九之載。八皇三代。至孔乃備。聖人不世。期五百載。三陽吐圖。二陰出讖。制作之義。以俟知奧。於穆韓君。獨見天意。復聖二□。□□□思。脩造禮樂。胡輦器用。存古舊宇。慇懃宅廟。朝車威熹。出誠造□。漆不水解。工不爭賈。深除玄汙。水通□注。禮器升堂。天雨降澍。百姓訢和。舉國蒙慶。神靈祐誠。竭敬之報。天與厥福。永享牟壽。上極華紫。旁伎皇代。刊石表銘。與乾□燿。長期蕩蕩。於盛復授。赫赫罔窮。聲垂億載。韓明府名勅字叔節。故涿郡大守魯麃次公五千。故從事魯張嵩眇高五百。穎川長社王玄君真二百。故會稽大守魯傅世起千。相主薄魯薛陶元方三百。河東大陽西門儉元節二百。故樂安相魯麃季公千。相史魯周乾伯德三百。東海傅河東臨汾敬謙字季松千。時令漢中南鄭趙宣字子雅。故丞魏令河南京丁琮叔舉五百。左尉北海劇趙福字仁直五百。右尉九□□遒唐安季興五百。司徒椽魯巢壽文后三百。河南匽師度徵漢賢二百。南陽平氏王自子尤二百。相守史薛王芳伯道二百。魯孔建壽二百。相行義史文陽公百煇世平百。魯傅兗子豫二百。任城亢父治真百。魯孫般三百。魯孔昭叔祖百。卞廬城子二百。山陽瑕丘九百元臺三百。齊國廣張建平二百其人處土。上黨長子楊萬子三百。處土魯孔徵子舉二百。魯除伯賢二百。魯劉聖長二百。河南匽師胥鄰通國三百。河南平陰文樊高二百。河東臨汾敬信子直千。河南雒陽左叔虞二百。東郡武陽董元厚二百。東郡武陽桓仲豫二百。泰山鉅平韋仲元二百。蕃王狼子二百。泰山費淳于隣季遺二百。故安德侯相彭城劉彪伯存五百。故平陵令魯麃恢元世五百。
碑陰刻文
曲成侯王暠二百。遼西陽樂張普仲堅二百。河南成皋蘇漢明二百，其人處士。河南雒陽種亮奉高五百。故兗州從事任城呂育季華三千。故下邳令東平陸王褒文博千。故潁陽令文陽鮑宮元威千。河南雒陽李申伯百。趙國邯鄲宋元世二百。彭城廣戚姜尋子長二百。平原樂陵朱恭敬公二百。平原濕陰馬瑤元冀二百。彭城龔治世平二百。泰山鮑丹漢公二百。京兆劉安初二百。故薛令河內溫朱熊伯珍五百。下邳周宣光二百。故豫州從事蕃加進子高千。河間束州齊伯宣二百。陳國苦虞崇伯宗二百。潁川長社王季孟三百。汝南宋公國陳漢方二百。山陽南平陽陳漢甫二百。任城番君舉二百。任城王子松二百。任城謝伯威二百。任城高伯世二百。相主簿薛曹訪濟興三百。相中賊史薛虞韶興公二百。薛弓奉高二百。相史卞呂松□遠百。騶韋伯卿二百。處士魯劉靜子著千。故從事魯王陵少初二百。故督郵魯開輝景高二百。魯曹悝初孫二百。魯劉元達二百。故督郵魯趙輝彥台二百。郎中魯孔宙季將千。御史魯孔翊元世千。大尉掾魯孔凱仲弟千。魯孔曜仲雅二百。魯孔儀甫二百。處士魯孔方廣率千。魯孔巡伯男二百。文陽蔣元道二百。魯孔憲仲則百。文陽王逸文豫二百。尚書侍郎魯孔彪元上三千。魯孔汛漢光二百。南陽宛張光仲孝二百。守廟百石魯孔恢聖文千。褒成侯魯孔建壽千。河南雒陽王敬子慎二百。故從事魯孔樹君德千。魯孔朝升高二百。魯石子重二百。行義掾魯弓如叔都二百。魯劉仲俊二百。北海劇袁隆展世百。魯夏侯廬頭二百。魯周房伯台百。
右側刻文
山陽瑕丘九百元台三百。齊國廣張建平二百，其人處士。上党長子楊萬子三百。處士魯孔征子舉二百。魯徐伯賢二百。魯劉聖長二百。河南偃師胥鄰通國三百。河南平陰樊文高二百。河東臨汾敬信子直千。河南洛陽左叔虞二百。東郡武陽董元厚二百。東郡武陽桓仲豫二百。泰山巨平韋仲元二百。蕃王狼子二百。泰山費淳于鄰季遺二百。故安德侯相彭城劉彪伯存五百。故平陵令魯麃恢元世五百。
左側刻文
東海傅河東臨汾敬謙字季松千。時令漢中南鄭趙宣子字子雅，故丞魏令河南京丁叔舉五百。左尉北海劇趙福字仁直五百。右尉九江浚遒唐安季興五百。司徒掾魯巢壽文後三百。河南匽師度征漢賢二百。南陽平氏王自子尤二百。相守史薛王芳伯道三百。魯孔建壽二百。相行義史文陽公百，輝世平百。魯傅兗子豫二百。任城亢父治真百。魯孫殷三百。魯孔昭叔祖百。卞廬城子二百。

## 拓本
- 北京故宮博物院館藏明拓本
- 東京國立博物館館藏明拓本

## 歷代評論
- 明代 郭宗昌在《金石史》評價：「漢隸當以《孔廟禮器碑》為第一」，「其字畫之妙，非筆非手，古雅無前，若得之神功，非由人造，所謂『星流電轉，纖逾植髮』尚未足形容也。漢諸碑結體命意，皆可仿佛，獨此碑如河漢， 可望不可即也。」[6]

- 清代 郭尚先在《芳堅館題跋》中說：「漢人書以《韓勅造禮器碑》為第一，超邁雍雅，若卿雲在空，萬象仰曜，意境當在《史晨》、《乙瑛》、《孔廟》、《曹全》諸石之上，無論他石也。[7]

- 清代 王澍在《虛舟題跋》評鑒：「隸法以漢為奇，每碑各出一奇，莫有同者；而此碑尤為奇絕，瘦勁如鐵，變化若龍，一字一奇，不可端倪。」又說，「唯《韓勑》無美不備，以為清超卻又遒勁，以為遒勁卻又肅括。自有 分隸以來，莫有超妙如此碑者。」又說到：「此碑上承斯喜，下啟鐘王，無法不備而不可名一法，無妙不臻而莫能窮眾妙」，「漢碑有雄大者，有渾勁者，有方整者，求其精微變化，無如此碑。觀其用筆，一正一偏，遊行自在，動合天機，心思學力，到此一齊」[8]

- 清代 翁方綱在《兩漢金石記》裡稱譽：「漢隸中第一」。[9]

- 清代 牛運震 在《金石圖》讚道：「簡質雄勁」，「書法鋒錯神渾，蒼古溫潤，無美不備，有漢分隸之獨步也」。[10]

- 清代 楊守敬在《評碑記》裡也說：「漢隸如《開通褒斜道》、《楊君石門頌》之類，以性情勝者也；《景君》、《魯峻》、《 封龍山》之類，以形質勝者也；兼之者惟推此碑。要而論之，寓奇險於平正，寓疏秀於嚴密，所以難也。」

## 外部連結
- 北京故宮博物院－明拓东汉禮器碑 （页面存档备份，存于）
- 漢魏碑刻陳列館－東漢•禮器碑（鲁相韩敕复颜氏亓官氏繇发及修礼器碑）
- 書法字典－《禮器碑》隸書漢碑的最高境界 （页面存档备份，存于）
- 書法空間－禮器碑 （页面存档备份，存于）